# Río San Juan del Oro
El río San Juan del Oro (denominación boliviana), también llamado río Grande de San Juan, río Grande de San Juan de Oros —por el poblado abandonado homónimo— y río San Juan Mayu, es un curso fluvial perteneciente a la cuenca del Plata que discurre en la región altiplánica fronteriza entre el noroeste de la Argentina y el sudoeste de Bolivia.

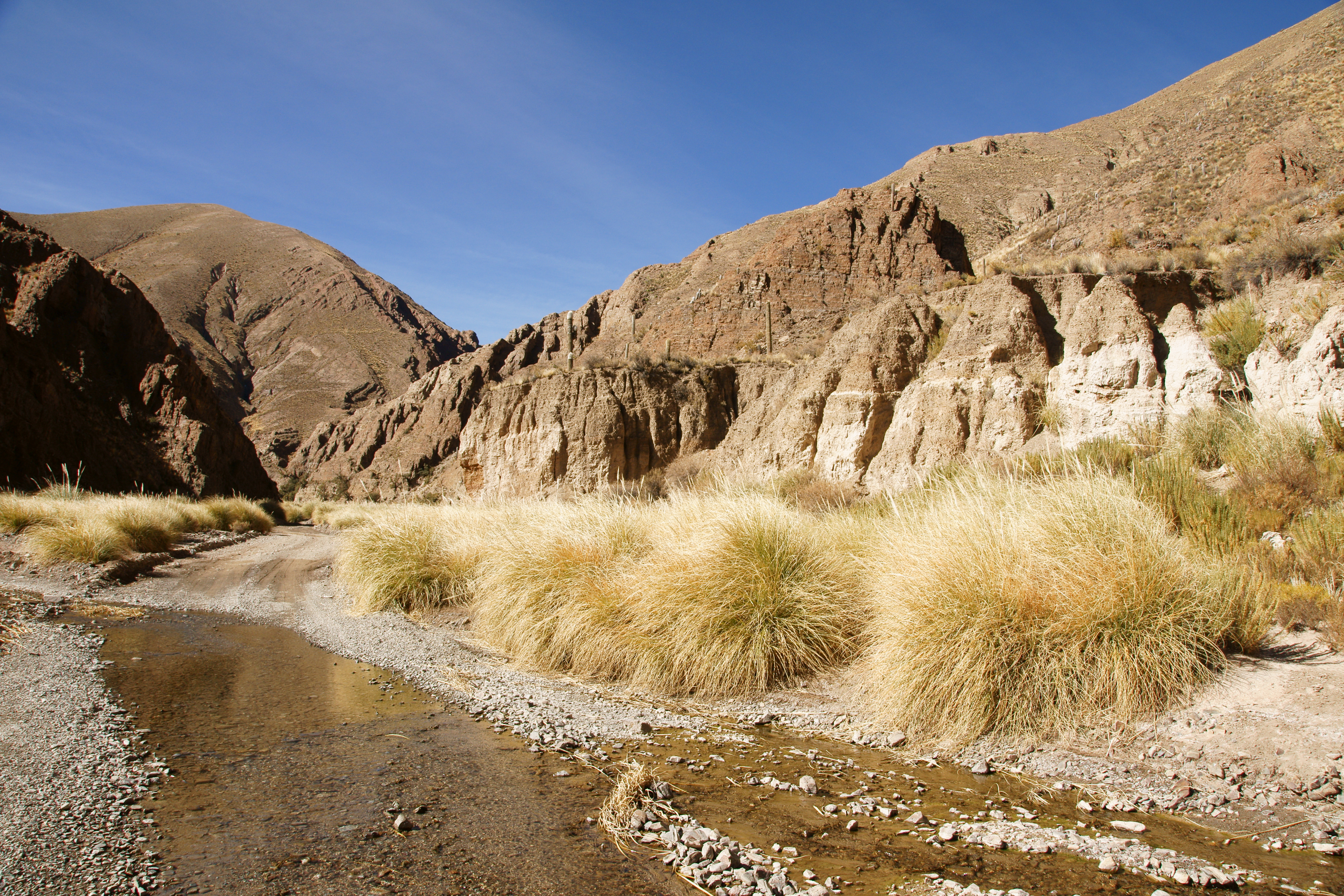
El Cañadón de Oros es uno de los numerosos torrentes andinos que posee este curso fluvial en su cabecera, en la Argentina.

## Recorrido
Este río tiene una longitud total de 388 kilómetros, segmentados en 3 tramos: 46 km son exclusivos de la Argentina, los 56 km el curso hace de frontera entre la Argentina y Bolivia, y los 286 km restantes son exclusivos de Bolivia. El recorrido progresivo de sus aguas hasta llegar al océano es el siguiente:
Río San Juan del Oro, río Camblaya, río Pilaya, río Pilcomayo, río Paraguay, río Paraná, Río de la Plata, océano Atlántico.

### Tramo argentino y limítrofe
Las nacientes de este río se encuentran en colectores que nacen de la cordillera de Lípez y del volcán Granada, en los departamentos de Santa Catalina y Rinconada de la provincia de Jujuy, en territorio de la Argentina. En dicho país recorrerá sus primeros 46 km, 30 de los cuales el río acompaña a la ruta nacional 40. Este río en su porción argentina es conocido como «río Grande de San Juan». En su tramo superior recibe múltiples afluentes, entre los que destacan el río Quebrada de Paicone, río Granadas, río Potrero, quebrada Retlyoj, río de la quebrada de Cusi Cusi, río Queñoal, etc. Entre las localidades que se sitúan en su alta cuenca (muchas de ellas despobladas) se encuentran Munayoc, Misarrumi, Paicone, Ciénaga de Paicone, San Juan y Oros, Loma Blanca, Cusi Cusi, Lagunillas del Farallón, etc.
Un sector de este tramo es famoso turísticamente, se trata del conocido como “Valle de la Luna jujeño”, también llamado “valle de Marte”, en razón de sus tonalidades que van del rosa, al rojo y al carmesí. Se trata de un paisaje lunar compuesto por una formación de basalto escoria y lava, con farallones de origen volcánico con alturas de hasta 800 metros.
Luego gira hacia el norte. Cuando por su ribera izquierda recibe como afluente al río San Antonio (justo luego de que este recibiera al río Mojón) dicha margen pasa a ser territorio boliviano, por lo tanto durante 56 km su curso se transforma en frontera internacional entre la Argentina por su margen derecha (oriental) y Bolivia, con la provincia de Sud Lípez por su margen izquierda (occidental). Dicho punto está demarcado por el hito II - 14 b.
En esa parte su curso mide unos 200 metros de ancho, y toma las características de un río anastomosado o río trenzado pues fluye por una red de pequeños canales o brazos separados por islas pequeñas y temporales, las que son denominadas bancos trenzados, y están integrados por barro, arenas semi-movedizas y cantos rodados. Este tipo de característica fluvial se produce en ríos con fuerte pendiente y gran carga de sedimentos.
La parte de su cuenca perteneciente al territorio argentino suma 5578 km², de los que 1871 km² pertenecen a la cuenca del río La Quiaca, que se une al río San Juan en territorio boliviano.
En el tramo fronterizo, ambas márgenes tienen afluentes y caseríos donde se cultivan huertas regadas por acequias alimentadas de dichos colectores. 
En la margen argentina se encuentran: el río de Merco (con el paso San Juan) —que baja por un notable cañón desde el pueblo de Cabrería—, las localidades de Pueblo Viejo, Villa María, La Ciénaga (junto a la «mina Eureka» de cobre y oro), Peñas Blancas, la quebrada Vallecitos y las fincas de Rocha Huasi, San León (con el paso León) y finalmente Buena Esperanza, la cual se sitúa en la desembocadura del arroyo El Angosto, el cual lleva el nombre del pequeño poblado homónimo ubicado algunos kilómetros aguas arriba. 
En el lado boliviano se encuentran los ranchos Puca Khasa y Khellu Thica (en las juntas con el río Chiquiro), el rancho Casa Pintada (en las juntas del río Roncal), rancho Paykhoyoj, rancho Como Huasi, rancho Saqui (en las juntas con el río Doña María), luego desembocan el río Chilleano Chico y el Belén, luego se disponen el rancho San Marcos y finalmente el rancho Entre Ríos, este último en la junta del San Juan del Oro con un importante afluente que viene de territorio boliviano (margen izquierda): el río Mojinete. La confluencia de este último en el San Juan marca el extremo septentrional alcanzado por el territorio de la Argentina, en las coordenadas: 21°46′52.72″S 66°13′13.36″O / -21.7813111, -66.2203778. Allí se sitúa el Hito 15, a los pies de los cerros Branqui y Chaupiorco, los cuales ocupan el área más al norte de ese país.

### Tramo exclusivamente boliviano

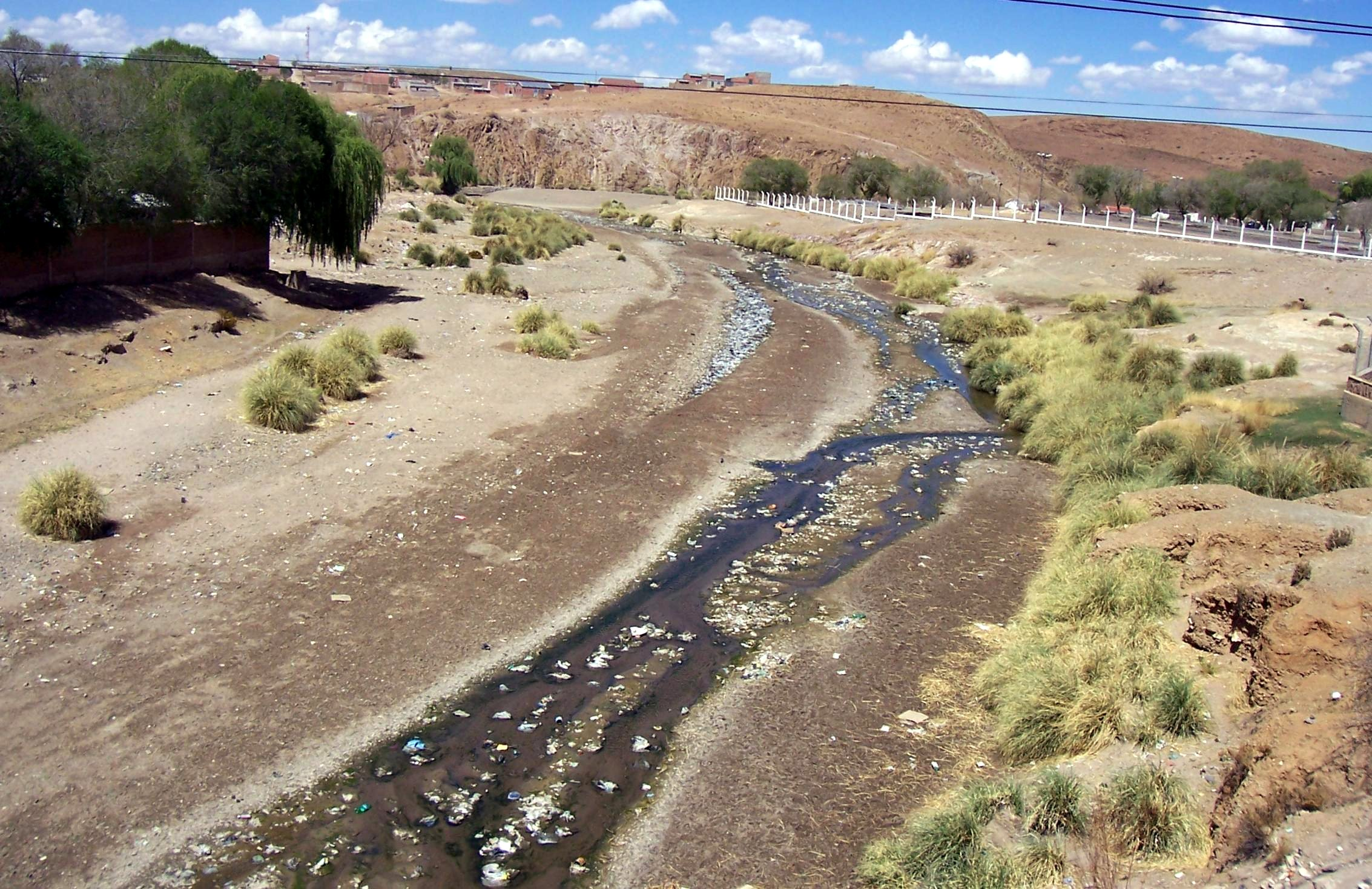
El río La Quiaca, en el límite entre Villazón (Bolivia, a la izq.) y La Quiaca (Argentina, a la der.). Este curso fluvial forma parte de la cuenca del río San Juan del Oro.

Luego de recibir al Mojinete el San Juan del Oro pasa a ser un curso boliviano en ambas márgenes, condición jurisdiccional que lo acompañará los siguientes 286 kilómetros hasta su desembocadura. Su ribera izquierda (norte) pertenece a la  provincia de Sud Chichas y la derecha (sur) a la provincia de Modesto Omiste. Pasa al norte del cerro Chaupi Orkho (con el rancho homónimo) y luego a la quebrada Estrella. Por la margen izquierda recibe primero al río Esmoraca, luego a la quebrada Calera, y seguidamente al río Chuqui, cuya desembocadura está poblada de numerosos ranchos. Luego desemboca por la misma margen la quebrada Mojón (que baja del cerro Yaretani) y por la opuesta (derecha) la quebrada Malpaso, justo antes de superar al cerro Paraguay. Luego vienen el río Estancia, la quebrada Chiquera, el río Okhorrino y la quebrada Puca Chajra, justo antes de que el San Juan costee los cerros Agua Chica y Garro. Por la margen izquierda bajan numerosos arroyos del cerro Lagunillas, el más destacado es el río Yayna. Luego de este desembocan las quebradas Cuncani y Chichala, mientras que en su margen opuesta hace lo propio la quebrada La Aguada, en cuyas juntas se encuentra la localidad de Huariraca. Más adelante, por esa misma margen derecha, recibe a la quebrada Churquiyoj Waykho, en cuyas juntas se encuentran las estancias de Torreyoj y Villa Rica. Por su derecha luego recibe uno de sus principales afluentes, el río Talina, el cual desemboca junto a la quebrada Salgado, en un área donde se sitúan varias comunidades, como Peñas Blancas del Carmen, San José de Pampa Grande, Acnapa y Malleyoj.
Más adelante destacan por la margen izquierda los cursos: quebradas Pampa Grande, Ura Khuchu, San Isidro, Huarakhaso, Rumi Wuayhko, Molle Yoj, Uranja, San Miguel, Chiquiruyoj, Potrerillo, Isque, Seca, Waykhetuyoc (seguida por el poblado de Villa Pacheco), Viscachayoj, Solterial, El Arco, Colorada, Pedregoso, San Gerónimo, Yesón, Texisca, Retiro, etc., destacando especialmente el río Tupiza.
Posteriormente continúa obteniendo por la margen derecha los aportes de captadores de importancia variada; uno de ellos es el río Sococha, el cual se nutre de arroyos de la zona como el Tafna, la Ciénaga, Sansana, Yavi, Yavi Chico y río La Quiaca, el que pasa entre las ciudades limítrofes de La Quiaca y Villazón. 
Otros cursos que vuelcan sus aguas por la ribera derecha son las quebradas Carretas, Tojo, Maquisa, Hinojono, Zurila, San Pedro, Aguada, río Hondo, quebradas Chaco, Khari, Caraparí, Calderillas, etc.
Recorre por ambas márgenes el departamento Potosí, luego hace de frontera entre este y el departamento de Tarija; por último separa a este último del departamento de Chuquisaca.
Los primeros 160 km del tramo boliviano fluye más o menos en dirección hacia el naciente; posteriormente tuerce la dirección hacia el norte, la cual mantendrá en sus últimos 125 kilómetros hasta que cerca de la ciudad de Villa Abecia se une al río Tumusla en las coordenadas: 20°57′48.29″S 65°11′11.07″O / -20.9634139, -65.1864083 y a una altitud de 2210 m s. n. m., para formar con los caudales de ambos al río Camblaya que con el nombre de río Pilaya terminará alimentando al Alto río Pilcomayo.

## Características de su cuenca
La alta cuenca de este río se sitúa en la faja ecológica conocida como “Puna subhúmeda”.  Allí las condiciones climáticas son áridas, con precipitaciones anuales de entre 150 y 200 mm, y temperaturas medias anuales menores a los 8 °C en los sectores de menor altitud. En los tramos medio e inferior las precipitaciones y la temperatura aumentan con la disminución de la altitud, llegando a más de 400 mm.
Fitogeografía
Según la clasificación de Ángel Lulio Cabrera, fitogeográficamente las áridas estepas de sus nacientes pertenecen al distrito fitogeográfico de la puna semihúmeda de la provincia fitogeográfica puneña. La vegetación dominante son los pastizales abiertos de distintas especies del género Festuca, con arbustales muy abiertos integrados por varias especies del género Parastrephia.  En las márgenes de los arroyos tributarios se desarrollan vegas compuestas por cojines de hierbas perennes (Rockhausenia pygmaea, Oxychloe andina, etc.). En los sectores de mayor altitud las comunidades se incluyen en el distrito fitogeográfico altoandino quechua de la provincia fitogeográfica altoandina. Los sectores de la cuenca media e inferior están inmersos en la provincia fitogeográfica prepuneña, con formaciones arbustivas y arbóreas bajas y dispersas y abundancia de bromelias y cactáceas, algunas de sus especies con porte arborescente.
Ecorregiones
Ecorregionalmente las tierras de su alta cuenca pertenecen a la ecorregión terrestre puna de los andes centrales. 
En los tramos medio e inferior recorre áreas comprendidas en la ecorregión terrestre bosques secos montanos bolivianos, siendo exclusivamente en las porciones argentinas de esta cuenca donde este ecosistema sólo se hace presente en dicho país. Sus aguas se insertan en la ecorregión de agua dulce Chaco.

## Historia
En las inmediaciones del Río San Juan se libró un combate por la independencia Argentina y la Emancipación de América el día 5 de noviembre de 1814. 

### Combate del Río San Juan
Dicha contienda tiene lugar en el actual límite de frontera Argentina-Bolivia, en la zona norte de Jujuy y el actual paraje boliviano de Sococha. En el Abra del mismo nombre se llevó a cabo el enfrentamiento de las fuerzas patriotas comandadas por José Olivera contra los realistas de Joaquín de la Pezuela. En esa jornada los defensores de la Patria fueron interceptados por una emboscada realista. Ante el inminente peligro, Olivera los atrajo hacia el río San Juan con la presencia de sólo seis hombres. Logrado el objetivo, atacaron al adversario y les causaron ocho muertos, además de tomarles dos prisioneros, un oficial y un soldado. Asimismo, se apoderaron de once fusiles, dos sables, algunos animales ensillados y “otras chucherías”. 
Los efectivos de Olivera perdieron únicamente un caballo, pero lo lamentable fue “la pedrada que recibió el intrépido alférez de gauchos don Juan Antonio Rojas en la boca del estómago”.
Hasta la oración, los patriotas continuaban observando los movimientos de los españoles. En su primer momento se replegaron al cerro próximo y después se evadieron de “la bravura de la tropa y el gauchaje”.
Antes de finalizar el parte que Olivera dirigiera al comandante general de avanzadas Martín Miguel de Güemes, destacó la honrosa actuación de sus compañeros y oficiales, tenientes de cazadores Marcelino Aparicio, el alférez de gauchos Juan Antonio Rojas y el ayudante de división Santiago Zavala.